# Thạc Thác
Thạc Thác (tiếng Mãn: ᡧ᠊ᠣᡨᠣ, Möllendorff: Šoto, Abkai: Xoto, chữ Hán: 碩託, 1600 - 1643), Ái Tân Giác La, con trai thứ hai của Lễ Liệt Thân vương Đại Thiện. Ông là một trong những nhà quân sự, lập nhiều chiến công cho nhà Thanh thời kỳ đầu.

## Cuộc đời
Thạc Thác sinh vào giờ Sửu, ngày 10 tháng 11 (âm lịch) năm Minh Vạn Lịch thứ 28 (1600), trong gia tộc Ái Tân Giác La. Mẹ ông là Đích Phúc tấn Lý Giai thị. Từ sớm ông được sơ phong Đài cát. Năm Thiên Mệnh thứ 6 (1621), ông theo đại quân phạt minh Minh, tấn công Phụng Tập bảo (奉集堡). Năm thứ 10 (1625), ông cùng Mãng Cổ Nhĩ Thái cứu viện Khoa Nhĩ Thấm bộ. Năm thứ 11 (1626), ông theo Đại Thiện thảo phạt Ba Lâm bộ của Khách Nhĩ Khách, một lần nữa thảo phạt Trát Lỗ Đặc bộ, cả hai cuộc chiến đều có công lao, được tiến phong Bối lặc.
Năm Thiên Thông nguyên niên (1627), Thạc Thác theo Nhị Bối lặc A Mẫn thảo phạt Triều Tiên. 2 năm sau lại tiếp tục theo Hoàng Thái Cực chinh chiến trong Trận Đại Lăng Hà, bao vây Cẩm Châu. Năm 1630, sau khi đại quân đánh hạ Vĩnh Bình, ông cùng A Mẫn đóng quân tại đây. A Mẫn tự tiện rút quân trở về, ông bị liên lụy cách tước.
Năm thứ 5 (1631), theo đại quân tấn công Cẩm Châu, quân Minh tấn công doanh trại của A Tế Cách, ông vì dốc sức chiến đấu mà bị thương, Hoàng Thái Cực đích thân rót rượu để an ủi. Minh binh tiếp cận Đại Lăng Hà, Thạc Thác đánh bại Trương Xuân. Luận công ban thưởng, ông được thưởng mười thất Thải đoạn, trăm thất vải Bố. Năm thứ 8 (1634), ông theo Đại Thiện từ Khách Lạt Ngạc Bác tấn công Đắc Thắng Bảo, lại đánh bại kỵ binh Sóc Châu. Sau ông lại cùng em trai thứ ba là Tát Cáp Lân xâm chiếm Đại Châu, tấn công Quách huyện, chia quân đánh hạ Nguyên Bình Dịch. Nhờ công lao liên tiếp, ông được phong Bối tử.
Sau khi Hoàng Thái Cực chính thức lên ngôi hoàng đế vào năm 1636, Thạc Thác liên tiếp nhiều năm ra trận cùng hoàng đế cũng như các tông thất khác. Năm Sùng Đức nguyên niên (1636), một lần nữa ông theo Hoàng Thái Cực thảo phạt Triều Tiên, bao vây thành phố Nam Hán Sơn Thành và đánh bại hơn hai vạn quân tiếp viện. 2 năm tiếp theo, ông cùng A Tế Cách tấn công đảo Ka (가도) và cùng với Tế Nhĩ Cáp Lãng tấn công Ninh Viễn. Đến năm thứ 4 (1639), vì tội vượt quyền mà ông bị giáng làm Phụ quốc công, không lâu sau lại theo A Nhĩ Cách phạt Minh, bắt giữ vô số tù binh, được ban thưởng lạc đà và ngựa mỗi loại một con.
Tháng 6 năm 1640, ông theo Đa Nhĩ Cổn bao vây Cẩm Châu. Bởi vì tùy ý rời khỏi nơi đóng quân lại cho phép binh sĩ tùy tiện quay về, ông bị triều đình nghị tội cách tước. Sau khi Hoàng Thái Cực quở trách ông, chỉ phạt một ngàn lượng bạc. Một thời gian sau ông được tái phong Bối tử. Năm 1643, Hoàng Thái Cực qua đời, ông cùng A Đạt Lễ (con trai Tát Cáp Lân) mưu lập Đa Nhĩ Cổn làm tân quân, bị cách tước xử tử. Hậu duệ của ông cũng bị cách đi tư cách Tông thất, hàng làm Thứ dân. Mãi đến năm Khang Hi thứ 52 (1713), con cháu ông mới được ban cho Hồng Đái tử, phụ nhập vào cuối Ngọc điệp.

## Gia quyến

### Thê thiếp
- Đích thê: Nạp Lạt thị (纳喇氏), con gái của Ô Lạp Bối lặc Bố Chiếm Thái.
- Thiếp: 
  - Trương thị (张氏), con gái của Trương Quốc Đống (张国栋).
  - Minh thị (明氏), con gái của Minh Thượng Long (明尚隆).
  - Tống thị (宋氏), con gái của Tống Xương Vân (宋昌云).

### Con trai
1. Lạt Khách (喇喀, 1626 - ?), mẹ là Nạp Lạt thị. Cưới Bác Nhĩ Tế Cát Đặc thị, con gái của Trát Lỗ Đặc Bối lặc Mã Nãi (马鼐). Có hai con trai.
2. Tề Lan Bố (齐兰布, 1632 - ?), mẹ là Nạp Lạt thị. Vô tự.
3. Nhạc Tái Bố (岳赛布, 1638 - 1711), mẹ là Nạp Lạt thị. Có năm con trai.

## Một số lời đồn

### Bị đối xử cay nghiệt
Đích Phúc tấn Lý Giai thị mất sớm, Kế Phúc tấn Na Lạp thị và Đại Thiện đối xử với hai anh em Nhạc Thác và Thạc Thác rất cay nghiệt. Thái tổ Đại phi Mạnh Cổ Triết Triết đã vâng mệnh đưa hai anh em ông vào cung cùng nuôi dưỡng với Hoàng Thái Cực.
Năm 1620, Hậu Kim chuẩn bị chuyển đến thành Tát Nhĩ Hử. Nỗ Nhĩ Cáp Xích sau khi thị sát đã chỉ định nơi xây dựng trạch đệ cho các Bối lặc. Đại Thiện cho rằng nơi ở của Nhạc Thác được tu chỉnh tốt hơn của mình, đã nhiều lần nói với A Mẫn và Tế Nhĩ Cáp Lãng nơi ở của mình quá nhỏ, ý muốn chiếm trạch đệ thuộc về Nhạc Thác. Tháng 9 cùng năm, Thạc Thác vì không chịu nổi sự ngược đãi của Đại Thiện mà "mất tích". Có người cho rằng ông phản bội Hậu Kim, đầu quân cho nhà Minh. Lúc còn chưa xác nhận được Thạc Thác có phải bỏ trốn, phản bội hay không, Đại Thiện đã quả quyết nhận định Thạc Thác có tâm phản bội mà chạy trốn. Sau khi tìm được Thạc Thác, ông tỏ vẻ mình chưa bao giờ có ý định phản bội Hậu Kim, Đại Thiện vẫn liên tục quỳ xin Nỗ Nhĩ Cáp Xích chém đầu Thạc Thác. Yêu cầu của Đại Thiện bị Nỗ Nhĩ Cáp Xích từ chối, ông được thả ra.
Cũng vì thái độ của Đại Thiện mà Nỗ Nhĩ Cáp Xích đã bắt đầu điều tra, phát hiện đãi ngộ mà Đại Thiện dành cho hai người con trai của nguyên phối có vấn đề. Tư sản của Nhạc Thác và Thạc Thác đều bị kế mẫu và con trai của kế mẫu chiếm đoạt. Nỗ Nhĩ Cáp Xích từ nhỏ cũng phải nhận sự đối xử khắc nghiệt từ kế mẫu, cũng vì vậy mà ông rất quan tâm đến các con. Đối với hai người con trai Trử Anh và Đại Thiện còn nhỏ đã mất mẹ lại càng thêm chú ý, đãi ngộ cũng đặc biệt được hậu đãi. Vì vậy, Nỗ Nhĩ Cáp Xích đã nói với Đại Thiện:
| “ | 你也是前妻的儿子, 何不想想我不是对你更亲近吗? 你怎么就被后妻蒙蔽得虐待已长大成人的儿子呢? 何况我待你一直是特选良好的部民让你专管, 你为什么就不能像我一样将优良的部民赐给岳托, 硕托呢? . Ngươi cũng là con vợ trước, ta chẳng phải đối với các ngươi càng thêm thân thiết hay sao? Tại sao ngươi có thể bị vợ sau qua mặt, để con trai vợ trước bị mẹ kế ngược đãi như vậy đây? Huống chi ta còn một mực đối xử đặc biệt với ngươi, chọn bộ dân tốt nhất cho người quản, tại sao ngươi lại không chia cho Nhạc Thác và Thạc Thác một phần đây? | ” |

Từ đây, Nỗ Nhĩ Cáp Xích cho phép Nhạc Thác và Thạc Thác phân gia cùng Đại Thiện. Cũng vì vậy mà Tương Hồng kỳ vốn do Đại Thiện quản lý bị chia cho hai anh em Nhạc Thác và Thạc Thác cùng nhau nắm giữ. Đại Thiện chỉ giữ lại Chính Hồng kỳ.

### Mưu lập Duệ vương
Năm thứ 8 (1643), Hoàng Thái Cực bạo băng, trong nội bộ Hoàng tộc vì việc chọn người kế vị mà phát sinh mâu thuẫn. Cuối cùng, Đa Nhĩ Cổn xem xét tình thế lúc đó mà quyết định ủng hộ con trai thứ chín của Thái Tông là Phúc Lâm kế vị, do Đa Nhĩ Cổn và Tế Nhĩ Cáp Lãng cùng nhau nhiếp chính. Tự quân mặc dù đã định, nhưng nhiều người trong Tông thất vẫn không ủng hộ. Trong khoảng thời gian này, Thạc Thác và A Đạt Lễ lại tích cực hoạt động, ý đồ phá bỏ quyết nghị lập Phúc Lâm kế vị, ủng hộ Đa Nhĩ Cổn lên ngôi. A Đạt Lễ đến Duệ vương phủ, nói với Đa Nhĩ Cổn rằng chỉ cần Đa Nhĩ Cổn kế vị, bọn họ liền theo. Thạc Thác cũng phái người truyền tin cho Đa Nhĩ Cổn rằng bọn Nội đại thần Đồ Nhĩ Cách, Ngự tiền Thị vệ đều tán đồng ý đồ này, Đa Nhĩ Cổn có thể kế thừa Đế vị.
Hai người tiếp tục đến kêu gọi sự ủng hộ của Đại Thiện nhưng bất thành, lại đến Dự vương phủ nhưng Đa Đạc đóng cửa không gặp. Sau khi Đại Thiện biết hết sự việc liền cực kì tức giận, đích thân đi tố giác với Đa Nhĩ Cổn, đem việc làm của hai người công bố ra cho toàn Tông thất. Không những vậy, thuộc hạ dưới trướng A Đạt Lễ là Đại học sĩ Cương Lâm cũng đứng ra tố giác, lại bắt A Đạt Lễ đem đến trước mặt Đa Nhĩ Cổn. Sau khi thẩm vấn, A Đạt Lễ và Thạc Thác đều bị xử tử vì tội "Nhiễu loạn quốc chính".

## Tương quan
Mặc dù sự kiện ủng lập Duệ vương của Thạc Thác được ghi chép lại khá kĩ càng trong sử thư của Triều Tiên, tuy nhiên có nhà nghiên cứu đã chỉ ra các nghi vấn sau:
- Lúc Hoàng Thái Cực bạo băng, Đồ Nhĩ Cách thuộc về phe ủng hộ Hào Cách, hơn nữa Thạc Thác cùng chư Vương của Bạch kỳ (A Tế Cách, Đa Nhĩ Cổn, Đa Đạc) trước nay đều bất hòa. Như thế nào mà chỉ hai ngày sau có quyết nghị lập Phúc Lâm, Thạc Thác lại quay sang ủng hộ Đa Nhĩ Cổn?
- Nếu như Thạc Thác ủng hộ Đa Nhĩ Cổn, Nội đại thần Đồ Nhĩ Cách và Ngự tiền Thị vệ đều tán đồng, vậy tại sao lúc thẩm vấn A Đạt Lễ và Thạc Thác, Đa Nhĩ Cổn lại không tra xét những người này, mà lại ngay trong đêm đó xử tử hai người? Vội vàng xử lý như vậy, có phải diệt khẩu hay không?
- Sau khi Thuận Trị Đế thân chính, Cương Lâm vì phụ thuộc Đa Nhĩ Cổn mà bị xử tử. Cương Lâm trước đó vốn lại người mật mưu với Thạc Thác, sau lại đem chuyện này báo cho Đa Nhĩ Cổn. Hành động này của Cương Lâm có ai sai phái không?

Những nghi vấn này khiến nhiều nhà nghiên cứu nghi ngờ tội trạng "Nhiễu loạn quốc chính" của Thạc Thác và A Đạt Lễ có phải có người đứng đằng sau hay không.